# Lycée Carnot
El liceu Carnot (Lycée Carnot) és una escola secundària pública i tècnica situada al Boulevard Malesherbes al 17è districte, París, França. El Lycée Carnot va ser fundat el 1869, inicialment es va anomenar École Monge i va ser rebatejat el 1895.
El Lycée ha servit com a lloc de rodatge de moltes pel·lícules i sovint acull desfilades de moda durant la Setmana de la Moda de París. El cor de l'edifici és una gran sala de 80 per 30 metres amb un sostre de vidre muntat sobre un marc metàl·lic dissenyat per Gustave Eiffel.

## Exalumnes famosos
- Jean-Jacques Beineix, director de cinema
- Jacques Chirac, polític, primer ministre de França (1974-1976; 1986-1988), alcalde de París (1977-1995), president de la República Francesa i copríncep d'Andorra (1995-2007)
- Jean Reno, actor
- Dominique Strauss-Kahn, economista, advocat, i polític
- Charles Koechlin, compositor